# Hadi Lap
A Hadi Lap 1849 tavaszán megjelent első csíki újság, amely a szabadságharc eszméit népszerűsítette és a székelyföldi eseményekről számolt be.

## Története
A székelyföldi Hadi Lap megjelentetését Gál Sándor ezredes kezdeményezte, azzal a céllal, hogy a lakosságot tájékoztassák a hadi eseményekről és megakadályozzák, hogy az ellenség által terjesztett álhírek félrevezessék vagy megfélemlítsék az embereket. Ugyanakkor fontosnak tartották a közösséghez eljuttatni a kiáltványokat, a harcra lelkesítő parancsokat, rendeleteket.
A lap népszerűsítése céljából 1849. április 29-én egy hirdetést tettek közzé az alábbi szöveggel:
“Csíki ezredes Gál Sándor úr rendeletéből felsőbb engedelem s jóváhagyás reményében hírlapot indítunk meg mű is Hadi Lap cím alatt.”
A Hadi Lap beharangozójában Bíró Sándor szerkesztő a kiadandó újság célkitűzéseit is megfogalmazta:
“Mióta felharsant a szabadságharc üdvözítő igéje, Erdély, különösképpen pedig a Székelyföld örökemlékű történetének volt szemtanúja, események, amelyek azonban a világ előtt ismeretlenek maradtak. Ezek feltárása, bemutatása a megjelenésre váró lap feladata lesz.”
A hírlapot Bem tábornok jóváhagyásával jelentették meg, 1849. május 27-én, melynek beköszöntőjében az alábbi szöveg olvasható:
“Mű Hírlapot szerkesztünk Csíkban az Európai művelődés határ szélén,
 a nagy Magyarország végső gránit szirt ormai alatt,
Hargita és G(y)imes vadrózsái között.”
A Bíró Sándor honvéd százados szerkesztésében megjelent Hadi Lap címe alatt az alábbi közlemény állt:
„Megjelenik minden héten egyszer fél íven hétfőn, s ha a szabadság lelkes harczosai előfizetésük által oly részvétet tanúsítanak lapunk iránt, hogy a költség fedezve lesz, megjelenik hetenkint kétszer, hétfőn és csütörtökön.”
A június közepi periódust kivéve a heti kétszeri megjelenésre azonban nem került sor, a lap már 9. szám után, július 16-án megszűnt.
A Hadi Lapot a Csíksomlyói ferences nyomda öreg, két évszázados nyomdagépén és betűivel nyomtattak ki. A könyvsajtó, a Kájoni-nyomda jelentős művelődési, civilizációs tényező, létesítése lehetővé tette, hogy 1849-ben megjelenhessen az első székelyföldi hírlap.
Az újság címlapján a kiadás helyeként Csíkszeredát jelölték meg, az utolsó oldalon pedig ez állt:
“Szerkeszti Biró Sándor százados. Nyomtatik a Csík Somlyói zárda betűivel.”
A forradalmi néplap értékes történeti forrás, amely a forradalmat, a szabadságharc ügyét szolgálta. Célkitűzései között szerepelt a felvilágosító tevékenység, a lakosság tájékoztatása a harctéri, valamint a külpolitikai eseményekről. A lap biztató hadi hírekkel igyekezett olvasóiban a lelkesedést ébren tartani. A székely szabadság ősi hagyományain virágzott ki a szabad sajtó, a hírlapírás.

## Szerkesztése
Bíró Sándor úgy vélte, hogy a hírlap olyan fegyver, amellyel a szabadság és a megismerés útját egyengetik. A híranyagot, eredetüknek megfelelően, bel- és külföldi hírekre osztotta és tette közzé.
A szerkesztő első csoportba, fő helyre a csatára lelkesítő vezércikkeket tette, ugyanakkor az újság felhívásokat, szózatokat intézett a “szabadság dicső harcosaihoz.”
A kiadvány első rangú híranyagának számított Bem, Görgey és Perczel generálisok hadainak győzelme, veszteségei.
A százados a külföldi tudósításokat aszerint osztályozta, hogy az illető ország támogatta-e vagy nem a szabadságharc ügyét, ugyanakkor felhívást intézett a székely települések jegyzőihez és papjaihoz, hogy megfelelő tartalmú hírekkel lássák el a lapot.

## Terjesztése
A szerkesztők a lakosságot előfizetésre ösztönözték, oly módon, hogy aki összegyűjtött tíz előfizetőt, az ingyen megkapta a Hadi Lap számait, ennek köszönhetően a lap elérte a 300 példányszámot.
Az előfizetés díját 1850. január 1-jéig Bíró Sándor 2 forintban szabta meg.

## Csíki gyutacs
Dr. Rákóczi Rozália a Hadtörténelmi Múzeum nyugalmazott munkatársa a Hadtörténelmi Közlemények 102/1982/2-es évfolyamában közölt tanulmányában tisztázta a Hadi Lappal kapcsolatos félreértéseket, tévedéseket. 
A Székelyföld kulturális folyóirat 2002/7-es számában közzétett Volt-e a Hadi Lapnak tüzérségi melléklapja 1849-ben? című írásában megfogalmazta, hogy a Csíki gyutacs  nem melléklap és nem tüzérségi szaklap, hanem Simó Mózsa őrmester cikke a gyutacsról.
A Csíki gyutacs mellékelt cikk, vagy cikkmelléklet, amely tartalmában, alakjában elkülönült a Hadi Lap szövegétől.
A Hadi Lap szövegét oldalanként két oszlopban nyomtatták ki, az őrmester cikke egyetlen oszlopban, nagyobb betűkkel jelent meg.

## Szerkesztők
Az első csíki újság a Hadi Lap felelősei és szerkesztői Gál Sándor és Bíró Sándor  voltak.
A lap “a székely tábori fő parancsnok, csíki ezredes Gál Sándor utasítására” készült, akit Bem tábornok 1849 januárjában  nevezett ki  az I. székely határőrezred parancsnokává. Gál Sándor már 1848-ban lefordította a német nyelvű katonai szabályzatokat magyarra, amelyek  olyan szorosan kapcsolódtak a nevéhez, hogy a későbbiekben saját munkájaként tartják számon.
A hírlap szerkesztője Bíró Sándor Felsőboldogfalván, Udvarhelyszéken született. Székelyudvarhelyen járt iskolában, ahol rövid ideig tanított, majd Háromszéken, Rétyen református lelkész volt. A papság soraiból kilépve, Csíkszeredában Gál Sándor ezredes csapataihoz csatlakozott. 
Bíró Sándor a forradalmi, radikális irányzatú újságírás székelyföldi megteremtője volt, aki a társadalmi igazságért, a demokráciáért elszántan, határozottan küzdött.
A lap segédszerkesztője Simó Mózsa örmester volt, aki a maga korában jó iráskészséggel megáldott, művelt, lelkes, meggyőződéses forradalmár hírében állt.

## Cikkek, hírek
- Első szám. 1849. május 27.

Mű és Önök.
Öröm hirek.
Tábori tudósitások.
A Határ szélen tuli hirek: Hála Istennek!
- Második szám. 1849. június 4.

Talpra Magyar!
Tábori Tudósitások.
Határ széli s azon tuli hirek.
Honni hirek.
Csík szék hodolati nyilatkozata.
- Harmadik szám. 1849. június 11.

Utász Csapatunkhoz. Gerőfi székelj utász dala.
Határ széli s azon tuli tudósitások.
Kebli Tudósitások.
Csíki gyutacs. Első rész. Szerző: Simó Mózsa.
- Negyedik szám. 1849. június 14.

Madár Imre: Gál Sándor ezredeshez.
Tábori tudósitások.
Honni tudósitások.
Határ széli s azon tuli tudósitások.
Külföldi tudósitások.
Csíki gyutacs. Második rész.
- Ötödik szám. 1849. június 18.

Respublicai gondolatok.
Figyelmet kérünk. Szerző: Puskás Ferenc.
Ilyen tartalmú panaszok... Szerző: Bíró Sándor.
Vegyes közlemények.
- Hatodik szám. 1849. június 25.

Protistálok. Szerző: Gál Sándorné Benkő Apollónia.
Az ellenség bétört hazánkba Tömösön.
Beteg vitézeink számukra alakítsunk Nő egyletet Csíkban. Szerző: Both Ferenc örmester
Oszlopot Bemnek.
Kebli tudósítások.
- Hetedik szám. 1849. július 2.

A muszkákkali táborozásunkról.
Fegyver és más nyugtázás.
Kérdés s feleletek.
Tábori tudósitások.
Moldvai tudósitás.
- Nyolcadik szám. 1849. július 9.

Figyelmet kérünk.
Székely népdal. Szerző: Madár Imre.
Gyertyánfi és Rákosi...
A Székely és Muszka táborok Háromszéken Junius 27-én.
Székely tábor parancsnok. Szerző: Gál Sándor
Tábori hirek.
Az erdélyi hadsereg fővezérsége. Napi parancs. Szerző: Bem.
Kebli tudósítások.
- Kilencedik szám. 1849. július 16.

Bocsánatot kérek! Szerző: Bíró Sándor
Fegyverre! Szerző: Lázár Ádám.
Moldvai tudósitások.
Kebli tudósitások.
Külföldi tudósitások.

## Külső hivatkozások
- Kájoni János Megyei Könyvtár honlapja
- Csíki Székely Múzeum honlapja